# Strangers in Paradise
Strangers in Paradise (spesso abbreviata dai fan in SiP) è una serie a fumetti scritta e disegnata dall'autore statunitense Terry Moore. Viene pubblicata inizialmente come miniserie di 3 numeri tra il 1993 e il 1994 dall'editore indipendente Antarctic Press. Successivamente diviene una serie regolare pubblicata a partire dal 1994 dalla casa editrice Abstract Studios, fondata dallo stesso Moore. L'opera arriva a conclusione nel 2007 sempre sotto la stessa etichetta a parte una breve parentesi tra il 1996 e il 1997, in cui la serie viene distribuita per gli Homage Comics, etichetta appartenente agli studios WildStorm di Jim Lee, all'epoca facenti parte della Image Comics.
Moore stesso ha concluso la pubblicazione nel maggio 2007, con il numero 90 della terza serie.
La trama principale ruota attorno alle figure di Katina Choovanski (soprannominata Katchoo) e  Francine Peters, due ragazze che si conoscono già dai tempi del Liceo. Katchoo è profondamente innamorata di Francine la quale però la considera come sua migliore amica. A questa complicata relazione si aggiunge David Qin, che si dichiara innamorato della stessa Katchoo. La vicenda parte quindi da questa relazione sentimentale e di amicizia tra i tre protagonisti, ma alla quale si aggiungono diversi nuovi personaggi e situazioni che contribuiscono a variare e complicare le tematiche della storia. Infatti a partire dalla seconda serie, Moore introduce degli elementi thriller legati al difficile passato di Katchoo, e che diventano il secondo asse portante della storia (a parte quello sentimentale).

## Trama

### Prima serie
Katchoo e Francine si conoscono fin dai tempi del liceo e abitano assieme. Katchoo è profondamente innamorata di Francine, che a sua volta la considera la sua migliore amica.

Un giorno Katchoo incontra ad una mostra d'arte David, che poco dopo le dichiara di essersi innamorato di lei.
Intanto, Francine ha problemi con il suo ragazzo, Freddie, che la tradisce scatenando così l'ira di Katchoo. Questa decide di vendicarsi dimostrando un carattere violento e aggressivo, e finisce in prigione. Francine riesce a farla uscire convincendo Freddie a ritirare le accuse e le cose sembrano tornare alle normalità anche se ora David sembra sempre di più invaghito di Katchoo.

### Seconda serie
La seconda serie inizia circa due mesi dopo la fine della prima. In questo periodo Katchoo si è recata in Canada per motivi misteriosi e al suo ritorno si rifiuta di dare spiegazioni a Francine. David però le fa una sorpresa riuscendo a far esporre i quadri di lei in una galleria d'arte. Questo gesto suscita una certa commozione in Katchoo che decide di parlargli del suo passato. Gli rivela così che a quindici anni è scappata di casa per le violenze subite dal patrigno e che riesce a sopravvivere grazie all'aiuto di Emma che la introduce in un giro di ragazze squillo a disposizione di persone facoltose. Lei, pur non dichiarandosi lesbica, si è prostituita a delle donne. Il motivo per cui è andata in Canada è per trovare l'amica Emma malata di AIDS, la quale muore durante una visita della stessa Katchoo. David arriva a dichiarargli il suo amore e Katchoo lo ricambia con un bacio ma se ne pente immediatamente. Nel frattempo una donna molto ricca dal nome Darcy Parker fa pedinare Katchoo. Francine delusa delle sue relazioni amorose e innervosita dallo strano comportamento dell'amica si consola nel cibo continuando ad ingrassare.

### Terza serie
Katchoo, Francine e David sono impegnati a trovare un equilibrio nei loro sentimenti, compaiono frequenti digressioni temporali, che mostrano eventi del futuro e del passato dei personaggi, mentre la trama principale si snoda via via seguendo le loro vite.

## Pubblicazioni

### Stati Uniti
La prima serie di Strangers in Paradise, composta da tre numeri, fu pubblicata dall'Antartic Press nel 1993. In seguito alla popolarità ottenuta, i tredici successivi numeri componenti la seconda serie furono pubblicati dall'Abstract Studio, di proprietà dello stesso Moore.
La terza serie fu pubblicata inizialmente dalla Image Comics, ma dopo otto numeri ritornò all'Abstract Studio, mantenendo la stessa numerazione.
Dopo l'uscita dei singoli numeri, i vari episodi sono stati raccolti in edizioni brossurate (18 fino a questo momento), ed in seguito in volumi di maggiori dimensioni, rilegati (8 fino a questo momento).
A questi si sono recentemente aggiunti 5 PocketBook, edizioni economiche di dimensioni più piccole rispetto alle precedenti ma con più pagine a disposizione.

### In italiano
La storia editoriale di Strangers in Paradise in Italia è stata piuttosto travagliata.
La prima a tradurre la serie in Italia è stata l'editrice Castelvecchi, in volumi rilegati che rispecchiavano gli originali brossurati americani. Nel 1998 passa sotto l'etichetta Macchia Nera, sempre per lo stesso editore, che lo pubblicherà fino al 2000.
Nel 2002, dopo due anni d'interruzione, esce il numero 9 per la Lexy, che prosegue l'edizione fino al maggio 2003.
La Free Comics pubblica altri due volumi nel 2004, ed infine la Free Books, nuova incarnazione editoriale della precedente, prosegue le pubblicazioni a partire dal febbraio 2005 con cadenza bimestrale; la pubblicazione prosegue fino al 2008, in cui avviene la conclusione della serie con il volume 24.
La Free Books a partire dall'aprile 2005 ha realizzato un'edizione economica per il circuito delle edicole in formato bonellide; dall'aprile 2006 ha avviato la ristampa dei primi 12 volumi, ormai di difficile reperibilità.
Recentemente la BAO Publishing ripubblica tutta la serie in volumi brossurati di grande foliazione.

## Premi
- 1996: Eisner Award categoria Miglior Serie
- 1997: Premio Ruben della National Cartoonists Society categoria Miglior Libro
- 2001: Premio GLAAD categoria Miglior Libro